# Ephysteris accentella
Ephysteris accentella är en fjärilsart som beskrevs av Povolny 1968. Ephysteris accentella ingår i släktet Ephysteris och familjen stävmalar. Inga underarter finns listade i Catalogue of Life.